# ポイン
ポイン（1986年 - ）は日本の投資家、ブロガー。ハイパーニート。
佐賀出身、札幌・東京の二拠点に在住。

## 略歴
サラリーマン時代の2016年12月に過労で倒れ、休職中に仮想通貨の投資を始める。
2017年4月から仮想通貨の投資をメインとしたブログ『ポインの仮想通貨にハマって（中毒って）ます!!』を開始。
2018年6月に扶桑社より著書『ポインの仮想通貨1年生の教科書』を出版。翌日に出版記念イベントをLOFT9 Shibuyaにて行う。これはSPA！30周年記念イベント『SPA！フェス』内の１企画である。
2018年末に北海道札幌市へ移住し生活の拠点を移す。

## 人物
仮想通貨の楽しさと期待感を伝えるためにブログやTwitterで積極的に仮想通貨やブロックチェーンに関わる情報発信をしている。
長時間労働による過労で倒れたことをきっかけにハイパーニートというライフスタイルを送る。
ハイパーニートに適している資質として『物理的に豊かな暮らしをしたいわけではない』『ものを作り出す生産活動が好き』を挙げている。
温泉が好きフラっと熱海に行くことも。

## 著書
ポインの仮想通貨1年生の教科書（扶桑社、2018年）

## 主なメディア出演
- TBSラジオ 爆笑問題の日曜サンデー（2018年1月）[4]

- 真相解説！仮想通貨ニュース！（2018年12月）[5]

- 2019年1月）[6]

- SPA！、ダイアモンドザイ、FRIDAY、プレイボーイ、ポストなどの多数の雑誌に取材掲載。

## 脚色
1. ↑  行安一真 (2018年6月5日). “仮想通貨はここからが面白い！ 有名投資家・トレーダーが一挙集結した「ポインの仮想通貨ハイパーナイト」”. 日刊SPA!. 2019年7月18日閲覧。
2. ↑  “ポインの『ハイパーニート』という生き方と、その適性について”. ポインの仮想通貨ハマって（中毒って）ます!! (2017年9月7日). 2019年7月18日閲覧。
3. ↑  いぬゆな (2018年6月2日). “仮想通貨の本を出したハイパーニートって何やってるの？カリスマブロガー"ポイン"に1日密着してみた”. CoinChoice. 2019年7月18日閲覧。
4. ↑  “ポインが爆笑問題のラジオに出演！当日の様子を写真で振り返る”. ポインの仮想通貨ハマって（中毒って）ます!! (2018年2月9日). 2019年7月18日閲覧。
5. ↑  “【BS11】真相解説！仮想通貨ニュース！”. 【BS11】. 2019年7月18日閲覧。
6. ↑  “「チャートは右肩下がりでも、技術の面では右肩上がり」”億り人”ブームが終焉した仮想通貨は今後どうなる？”. AbemaTIMES. 2019年7月18日閲覧。